# Stampa unione
La stampa unione è una procedura software che consente di automatizzare l'inserimento di dati variabili all'interno di un documento, come una lettera o un'etichetta. In particolare, permette di integrare in un documento contenente dei segnaposto i dati provenienti da una fonte esterna, come un foglio di calcolo di Microsoft Excel, un file CSV (Comma-separated values) o un semplice file di testo.
Questa tecnica è particolarmente utile per generare in modo rapido e preciso documenti personalizzati in grandi quantità, ad esempio lettere con indirizzi postali differenti, senza doverli compilare manualmente uno per uno.